# Daz Dillinger
Daz Dillinger, a właściwie Delmar Arnaud (ur. 25 maja 1973 w Long Beach, Kalifornia) – amerykański raper i producent oraz członek duetu Tha Dogg Pound. Występuje również pod pseudonimem Dat Nigga Daz.

## Życiorys
Daz wychował się w Long Beach ze swoim kuzynem Snoop Doggiem. W 1992 roku dołączył on do wytwórni Death Row Records. Jego debiutem jako producenta był album Dr. Dre The Chronic, który stał się wielkim hitem. Następnie można było go usłyszeć na albumie Snoopa Doggystyle. W Death Row poznał Kurupt, z którym później stworzył duet Tha Dogg Pound. Już na Doggystyle'u Daz pracował nad bitami z Dr. Dre (2 podkłady wykonał Daz, a resztę Dre). W 1995 roku ukazał się pierwszy album duetu Tha Dogg Pound Dogg Food; album zdobył duży sukces i pokrył się podwójną platyną.

## Dyskografia

### Albumy solowe
- 1998: Retaliation, Revenge and Get Back
- 2000: R.A.W.
- 2002: This Is the Life I Lead
- 2003: DPGC: U Know What I'm Throwin' Up
- 2004: I Got Love in These Streetz
- 2005: Tha Dogg Pound Gangsta LP
- 2005: Gangsta Crunk
- 2006: So So Gangsta
- 2007: Gangsta Party
- 2008: Only on the Left Side
- 2009: Public Enemiez
- 2010: Matter of Dayz
- 2011: D.A.Z.[2]
- 2014: Weed Money

### Kompilacje
- 2001: Who Ride wit Us: Tha Compalation, Vol. 1
- 2002: To Live and Die in CA
- 2002: Who Ride wit Us: Tha Compalation, Vol. 2
- 2008: Who Ride wit Us: Tha Compalation, Vol. 3
- 2009: Who Ride wit Us: Tha Compalation, Vol. 4

### Duety
- 2001: Makaveli & Dillinger Don't Go 2 Sleep (z Makaveli)
- 2013 Daz Dillinger & WC West Coast Gangsta Shit

### Mixtape'y
- 2004: DPG: Till The Day I Die Mixtape
- 2005: So So Gangsta - The Mixtape
- 2005: West Coast Gangstas - Starring: Tha Dogg Pound
- 2009: Dillinger & Makaveli - Tribute: Streetz of LA Special Edition
- 2010: R.O.W. (Return Of Westcoast)